# 别扎尼齐
别扎尼齐（羅馬化：Bezhanitsy）是俄罗斯普斯科夫州的市级镇、别扎尼齐区行政中心及规模最大聚居地，地处普斯科夫州中东部，位于杜别茨湖附近，在州府普斯科夫东南方。附近有小河流经。
1961年设市级镇。该地2022年人口有3,165人；2010年人口4,333；2002年人口4,846；1989年人口6,213。